# Futbol als Jocs Olímpics d'estiu de 2004
Als Jocs Olímpics d'Estiu de 2004 celebrats a la ciutat d'Atenes (Grècia) es disputaren dues proves de futbol, una en categoria masculina i una altra en categoria femenina. La competició se celebrà entre els dies 11 i 28 d'agost de 2004 entre les seus de l'Estadi Olímpic d'Atenes (Atenes), l'Estadi Geórgios Karaiskakis (El Pireu), l'Estadi Kaftanzoglio (Tessalònica), l'Estadi Pampeloponnisiako (Patres), l'Estadi Pankritio (Càndia) i l'Estadi Panthessaliko (Volos).

## Comitès participants
Hi participaren un total de 425 futbolistes, entre ells 259 homes i 166 dones, de 22 comitès nacionals diferents:
|  | Categoria masculina - Austràlia - Argentina - Corea del Sud - Costa Rica - Ghana - Grècia - Iraq - Itàlia - Japó - Mali - Marroc - Mèxic - Paraguai - Portugal - Sèrbia i Montenegro - Tunísia | Categoria femenina - Alemanya - Austràlia - Brasil - Estats Units - Grècia - Japó - Mèxic - Nigèria - Suècia - R.P. de la Xina |

## Medaller
| Prova                  | Or | Argent | Bronze |
| Futbol masculí Detalls | ArgentinaRoberto Ayala · Nicolas Burdisso · Wilfredo Caballero · Fabricio Coloccini · César Delgado · Andrés D'Alessandro · Leandro Fernández · Luciano Figueroa · Cristian 'Kily' González · Lucho González · Mariano González · Gabriel Heinze · Germán Lux · Javier Mascherano · Nicolás Medina · Clemente Rodríguez · Mauro Rosales · Javier Saviola · Carlos Tévez | ParaguaiRodrigo Romero · Emilio Martínez · Julio Manzur · Carlos Gamarra · José Devaca · Celso Esquivel · Pablo Gimenez · Edgar Barreto · Fredy Barreiro · Diego Figueredo · Aureliano Torres · Pedro Benítez · Julio César Enciso · Julio González · Ernesto Cristaldo · Osvaldo Díaz · José Cardozo · Diego Barreto | ItàliaMarco Amelia · Andrea Barzagli · Daniele Bonera · Cesare Bovo · Giorgio Chiellini · Daniele De Rossi · Simone Del Nero · Marco Donadel · Matteo Ferrari · Andrea Gasbarroni · Alberto Gilardino · Emiliano Moretti · Giandomenico Mesto · Angelo Palombo · Ivan Pelizzoli · Giampiero Pinzi · Andrea Pirlo · Giuseppe Sculli |
| Futbol femení Detalls  | Estats UnitsBriana Scurry · Heather Mitts · Christie Rampone · Cat Reddick · Lindsay Tarpley · Brandi Chastain · Shannon Boxx · Angela Hucles · Mia Hamm · Aly Wagner · Julie Foudy · Cindy Parlow · Kristine Lilly · Joy Fawcett · Kate Markgraf · Abby Wambach · Heather O'Reilly · Kristin Luckenbill                                                                | BrasilAndréia · Maravilha · Mônica · Tânia · Juliana · Daniela · Rosana · Renata Costa · Aline · Formiga · Elaine · Maycon · Pretinha · Marta · Cristiane · Roseli · Dayane · Grazielle | AlemanyaSilke Rottenberg · Kerstin Stegeman · Kerstin Garefrekes · Steffi Jones · Sarah Guenther · Viola Odebrecht · Pia Wunderlich · Petra Wimbersky · Birgit Prinz · Renate Lingor · Martina Müller · Navina Omilade · Sandra Minnert · Isabell Bachor · Sonja Fuss · Conny Pohlers · Ariane Hingst · Nadine Angerer             |

| Posició | País         | Or | Argent | Bronze | Total |
| 1       | Argentina    | 1  | 0      | 0      | 1     |
| 1       | Estats Units | 1  | 0      | 0      | 1     |
| 3       | Brasil       | 0  | 1      | 0      | 1     |
| 3       | Paraguai     | 0  | 1      | 0      | 1     |
| 5       | Alemanya     | 0  | 0      | 1      | 1     |
| 5       | Itàlia       | 0  | 0      | 1      | 1     |